# Джослин, Роберт, 1-й граф Роден
Роберт Джоселин, 1-й граф Роден (англ. Robert Jocelyn, 1st Earl of Roden; крещен 31 июля 1731 — 21 июня 1797) — ирландский пэр и политик.

## Биография
Единственный сын Роберта Джоселина, 1-го виконта Джоселина (ок. 1688—1756), и его первой жены Шарлотты Андерсон (? — 1747), дочери Чарльза Андесона.
Роберт Джоселин заседал в Ирландской палате общин от Олд-Лейлина в 1743—1756 годах и занимал пост генерального аудитора казначейства в 1750—1797 годах.
3 декабря 1756 года после смерти своего отца Роберт Джоселин унаследовал титулы 2-го виконта Джоселина и 2-го барона Ньюпорта из Ньюпорта, графство Типперэри. 1 декабря 1771 года для него был создан титул 1-го графа Родена из Хай-Родинга в графстве Типперэри.
24 мая 1778 года после смерти своего двоюродного брата, сэра Коньерса Джоселина, 4-го баронета из Гайд-холла (1703—1778), Роберт Джоселин унаследовал титул 5-го баронета из Гайд-холла.

## Семья
11 декабря 1752 года он женился на леди Анне Гамильтон (1730—1803), дочери Джеймса Гамильтона, 1-го графа Кланбрассилла, и его жены Генриетты Бентинк, дочери Уильяма Бентинка, 1-го графа Портленда.
Лорд Роден скончался на Йорк-стрит в Дублине . Ему наследовал его старший сын, Роберт Джослин, 2-й граф Роден, которого больше всего помнят за решающую, хотя и несколько безжалостную роль, которую он сыграл в подавлении ирландского восстания 1798 года. Вдовствующая графиня, которая провела большую часть своей дальнейшей жизни в своем старом доме в Толлиморе, графство Даун, ярко описывает события 1798 года в своем дневнике .
Всего у Джоселинов было одиннадцать детей, в том числе:
- Леди Гарриет Джослин (? — 7 июля 1831)
- Леди Эмилия Джоселин (? — 30 мая 1845)
- Роберт Джоселин, 2-й граф Роден (26 октября 1756 — 29 июня 1820), старший сын и преемник отца.
- Достопочтенный Джордж Джоселин (7 декабря 1764 — апрель 1798)
- Преподобный Достопочтенный Перси Джоселин (? — декабрь 1843), епископ Клогера
- Достопочтенный Джон Джоселин (1769 — 21 января 1828)
- Леди Луиза Энн Джоселин (28 января 1773 — 1 сентября 1807).